# Ràndom
Ràndom és un programa de televisió emès per primera vegada al SX3 a l'octubre de 2022. És un magazín interactiu i en directe presentat per Maria Bouabdellah i David Its Me dirigit a un públic infantil amb una estètica similar a un directe de Twitch. És de temàtica molt diversa ja que tracten temes d'actualitat com per exemple la moda, els videojocs, el manga, entrevistes,..
A més dels presentadors hi participen alguns col·laboradors habituals com Aleix Manzano o Shalana Rodríguez.